# Hersiliola
Hersiliola is een geslacht van spinnen uit de  familie van de Hersiliidae.

## Soorten
- Hersiliola afghanica Roewer, 1960
- Hersiliola esyunini Marusik & Fet, 2009
- Hersiliola foordi Marusik & Fet, 2009
- Hersiliola lindbergi Marusik & Fet, 2009
- Hersiliola macullulata (Dufour, 1831)
- Hersiliola simoni (O. P.-Cambridge, 1872)
- Hersiliola sternbergsi Marusik & Fet, 2009
- Hersiliola versicolor (Blackwall, 1865)
- Hersiliola xinjiangensis (Liang & Wang, 1989)